# Agumon
Agumon (アグモン) er en fiktiv karakter fra det japanske tegneserieunivers Digimon. Agumon er en digimon (de enkelte væsner kaldes det samme som navnet på universet) og ligner en lille gul dinosaur og figuren bruges som repræsentation for hele Digimon-genren. Agumon er kun navnet på den første udvikling af Digimonen. Den kan udvikle sig til flere forskellige Digimoner.

## Udviklinger af Agumon

### Botamon
Botamon er Agumons baby-form. Det er en lille sort kugle med to store gule øjne.

### Koromon
Koromon er Agumons Intraining-form. Det er en, lidt større, kugle som er lyserød med røde øjne og en dinosaur-agtig mund.

### Greymon
Greymon er Agumons udviklede form (også kaldet Champion-form). Det er en stor dinosaur med en stor brun "hjelm". Han er inspireret af en Ceratosaurus.

### MetalGreymon
MetalGreymon er Agumons Ultimate-form. Han ligner Greymon, men har en metal arm og hans "hjelm" er blevet til metal. Han har to lilla vinger.

### WarGreymon
WarGreymon er Agumons Mega-form og er hans stærkeste form. Han har et metal-hoved og en klo på hver arm som der hedder Dramon-Destroyers